# Cristianesimo a Timor Est

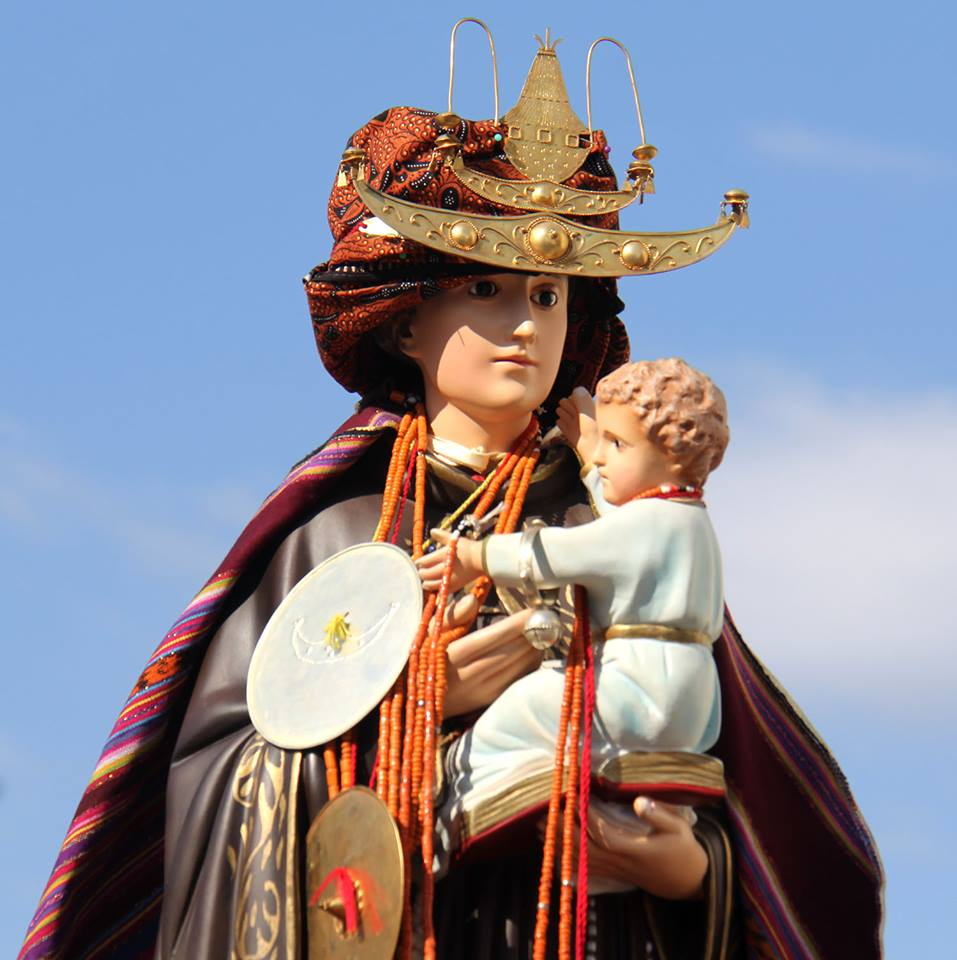
Santo Antonio a Motael, Dili (Timor Est)

Il cristianesimo a Timor Est è la religione più diffusa. Secondo i dati del censimento del 2015, i cristiani rappresentano il 99,6% della popolazione del Paese; la maggioranza di essi (il 97,6%) sono cattolici e il 2% sono protestanti. Della restante parte della popolazione, lo 0,2% segue l'islam e lo 0,2% segue altre religioni.
La costituzione sancisce la separazione tra stato e religione e prevede la libertà religiosa. La costituzione non prevede una religione di stato, ma riconosce il ruolo della Chiesa cattolica nella conquista dell'indipendenza del Paese. Le organizzazioni religiose possono praticare liberamente il culto senza obbligo di registrazione, ma devono registrarsi per avere esenzioni fiscali. 

## Confessioni cristiane presenti

### Chiesa cattolica
La Chiesa cattolica è presente nel Paese con 1 sede metropolitana e 2 diocesi suffraganee. 

### Protestantesimo

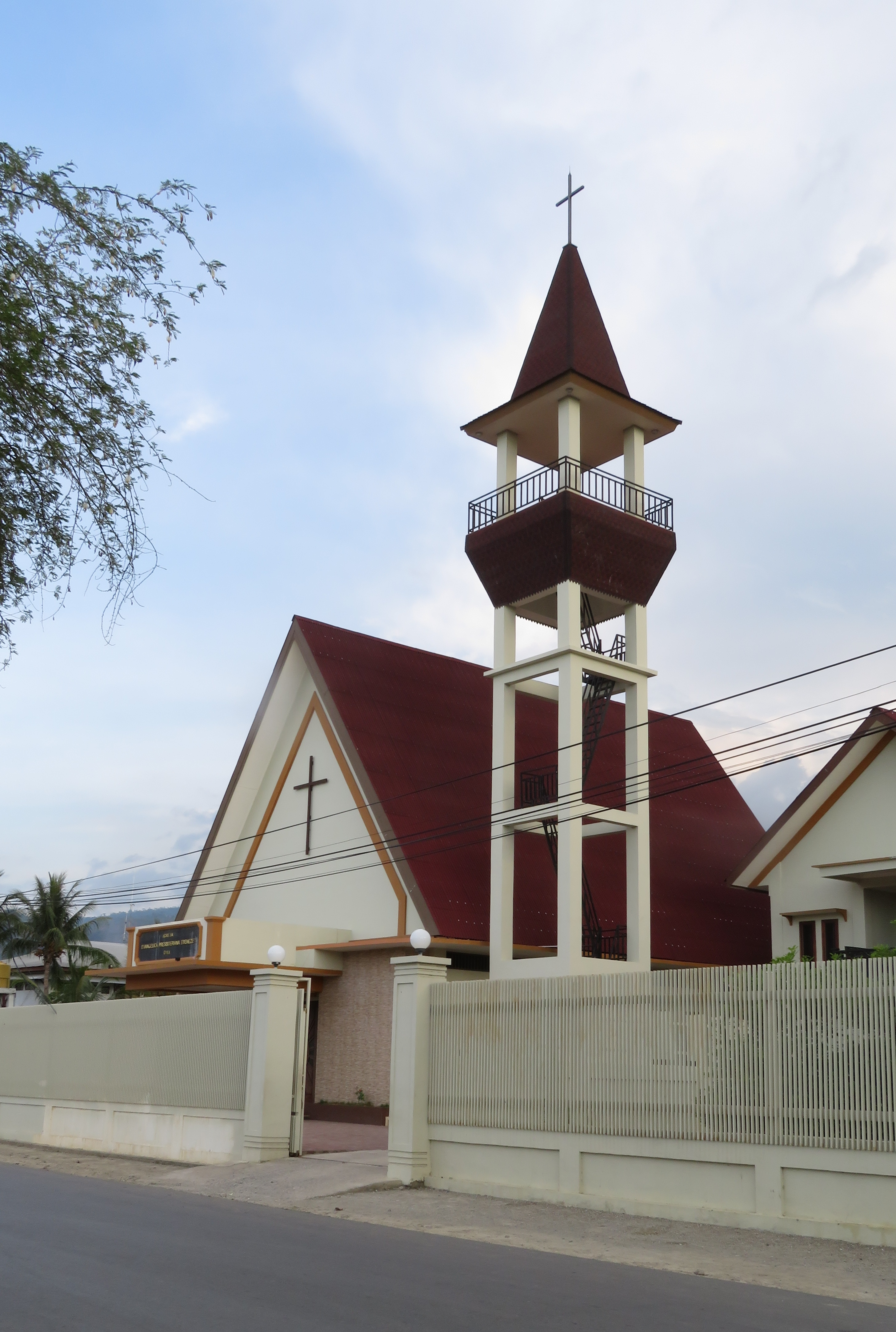
Chiesa Evangelica Presbiteriana a Caicoli, Dili

Le principali denominazioni protestanti presenti a Timor Est sono le seguenti:
- Chiesa protestante di Timor Est: è nata dall'unione di diverse congregazioni protestanti indipendenti e aderisce alla Comunione mondiale delle Chiese riformate. È presente nel Paese con 66 congregazioni e conta circa 17.000 membri;[2]
- Chiesa evangelica presbiteriana di Timor Est: espressione del movimento presbiteriano, è nata da una missione della Chiesa presbiteriana d'Australia, in seguito a rapporti difficili con la Chiesa protestante di Timor Est. È presente nel Paese con 14 chiese e 3 cappelle e conta circa 3.500 membri;[3]
- Assemblee di Dio a Timor Est, espressione dell'Assemblea Mondiale delle Assemblee di Dio: hanno nel Paese una presenza piccola, ma molto attiva;[4]
- Chiesa cristiana avventista del settimo giorno: è presente con una congregazione e circa 650 membri;[5]
- Battisti: sono presenti con alcune chiese indipendenti, fra cui la Chiesa Battista Fede, Speranza e Carità (Igreja Batista Fé, Esperança e Caridade -FEESCA).[6]